# Csarna-patak
A Csarna-patak vagy Fekete-patak a Kemence-patak bal oldali mellékvize Magyarországon. Völgye a fokozottan védett Csarna-völgy vagy Fekete-völgy, mely Magyarország legnagyobb háborítatlan erdejének ad otthont.

## Földrajz
A patak a Csóványos tömbjének közelében ered, és onnan nyugati, északnyugati, majd északi irányba folyik, végül a Kemence-patakba torkollik. Völgye Magyarország egyetlen vulkáni eredetű középhegységi katlana, a Magas-Börzsöny vulkáni kalderája, amelyet keletről a hegység főgerince (Godó-vár 574 m, Csóványos 938 m, Nagy-Hideg-hegy 864 m), nyugatról pedig a nyugati gerinc (Holló-kő 685 m, Vár-bükk 743 m, Lófarú 726 m, Magyar-hegy 714 m) határol. A patak északi irányban tör ki a kalderából.

### Mellékvizek
A Csarna-patak fontosabb mellékvizei a forrástól a torkolat felé haladva a következők:
- Oltár-kő-patak (jobb; torkolata: é. sz. 47° 56′ 56″, k. h. 18° 55′ 16″47.948889°N 18.921111°E)
- Rákos-patak (jobb; torkolata: é. sz. 47° 57′ 03″, k. h. 18° 55′ 06″47.950833°N 18.918333°E)
- Egyház-patak (jobb; torkolata: é. sz. 47° 57′ 25″, k. h. 18° 54′ 24″47.956944°N 18.906667°E)
- Kuruc-patak (bal; torkolata: é. sz. 47° 57′ 38″, k. h. 18° 53′ 54″47.960556°N 18.898333°E)
- Szecskő-patak (bal; torkolata: é. sz. 47° 57′ 41″, k. h. 18° 53′ 53″47.961389°N 18.898056°E)
- Drinó-patak (jobb; torkolata: é. sz. 47° 58′ 01″, k. h. 18° 53′ 49″47.966944°N 18.896944°E)[1]

### Élővilág
A patakban előfordul többek között a fürge cselle, a sebes pisztráng,  a petényi márna és a kövi rák.
A Csarna-völgy Magyarország legnagyobb háborítatlan erdejének ad otthont, ahol a WWF információi szerint az 1970-es évek óta nem folyt fakitermelés; ezt az Országos Erdészeti Egyesület vitatja, és az azt megelőző három évszázados erdőgazdálkodásra is felhívja a figyelmet.
Az Északi-Kárpátok hangulatát idéző terület sokszínű élővilágának része többek között a néhány éve visszatért hiúz, a farkas, a fekete gólya, a fehérhátú harkály, az uráli bagoly vagy a parlagi sas, de itt él a Börzsöny szalamandraállományának harmada is.

### Környezetvédelem
A Csarna-patak völgye fokozottan védett terület.
2012-ben ennek ellenére fakitermelési szándék (a tervszerű erdőgazdálkodás újraindítása) merült fel. Az Országos Erdészeti Egyesület álláspontja szerint kíméletes, változatosabb szerkezetű faállomány kialakítását célzó beavatkozásról volt szó, a Duna-Ipoly Nemzeti Park Igazgatóság és több civil szervezet ugyanakkor a völgy teljes érintetlensége mellett foglalt állást. A kezdeményezés végül meghiúsult, és miniszteri döntés erősítette meg a természetes állapot fenntartását.
A 2010-es évek végén a kormány a kisvasutak fejlesztése mellett döntött. A Kemencei Erdei Múzeumvasút üzemeltetői a korábbi árvizek által elmosott vonalszakasz helyreállítását kívánták megvalósítani; a 700 millió forintra becsült beruházás bírta a kemencei önkormányzat támogatását, és egy 2018-as kormányhatározatba is bekerült.  Bár a helyiek a turizmus fellendítését várták a fejlesztéstől, a meghosszabbított vonal végállomása is több kilométerre feküdt volna a legközelebbi idegenforgalmi célponttól, a Nagy-hideg-hegyi turistaháztól. Ugyanezen év őszén az Ipoly Erdő Zrt. engedélykérelmet nyújtott be a kisvasút fejlesztésére, melynek egy szakasza a Csarna-völgy fokozottan védett részén vezetett volna. A WWF ugyanakkor november 15-én aláírásgyűjtést indított azzal a céllal, hogy megóvja a völgyet az infrastruktúra-fejlesztéstől; két hét alatt bő 70 000 aláírás gyűlt össze. A tiltakozás hatására November 22-én az Agrárminisztérium közleményt adott ki, mely szerint nem támogat építési beruházást a területen, Nagy István miniszter pedig utasította az Ipoly Erdőt az engedélykérelem visszavonására. A területet a Duna-Ipoly Nemzeti Park vagyonkezelésébe tervezik átadni.

## Közlekedés

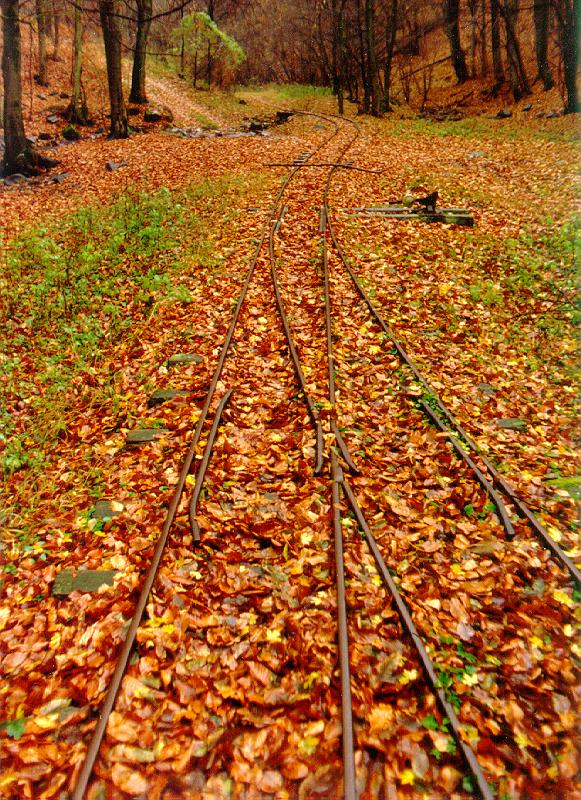
A Kemencei Erdei Múzeumvasút Halyagos állomása a Csarna-patak völgyében, még az árvizek előtt (háttérben a patak)

A Csarna-patak völgyében haladt egykor a mai Kemencei Erdei Múzeumvasút elődjének csarnavölgyi fővonala, amelyet folyamatosan építettek ki 1913 és 1919 között, majd 1957 és 1969 között bezártak. 1995 áprilisában a kiáradó patak hidakat sodort el, és súlyos károkat okozott a vasúti pályában, amit az 1999 nyarán bekövetkezett újabb áradás csak tovább fokozott. A vonalat 2000 óta önkéntesek fokozatosan újítják fel, jelenleg Feketevölgyig van használható állapotban, azaz Kemencétől a fokozottan védett terület határáig szállítja a turistákat.

## Turizmus
A Csarna-völgy gyalogosan, turistautakon bejárható.